# 池田輝方
池田 輝方（いけだ てるかた、1883年（明治16年）1月4日 - 1921年（大正10年）5月6日）は明治、大正期の浮世絵師、日本画家。本名池田正四郎。女性日本画家・池田蕉園の夫。

## 生涯
1883年（明治16年）1月4日、東京府京橋区（現在の東京都中央区）木挽町で建具職人池田吉五郎の次男として誕生。1895年（明治28年）に水野年方に内弟子として入門。1899年（明治32年）から一年余りを岡山で過ごした後帰京、再び年方のもとで学ぶ。1902年（明治35年）に日本絵画協会と日本美術院の共催による第12回絵画共進会で「山王祭」が、同13回展では「婚礼」がともに1等褒状を得、翌1903年（明治36年）の第14回展では「江戸時代の猿若町」が銅賞3席となった。他方、鏑木清方や鰭崎英朋らによって1901年（明治34年）に結成された烏合会にも、結成直後から参加、1903年（明治36年）の同会の第6回展に「暮靄」と、同門の榊原蕉園（のちの池田蕉園）をモデルとした「墨染」を、第8回展には「奥勤め」を出品した。
この年（20歳）に師・清方の立会いの下、榊原蕉園と婚約するも、自身は直後に別の女性画家と失踪、さまざまな曲折ののち、蕉園とは1911年（明治44年）に結婚した。この事件の顛末は田口掬汀によって連載記事「絵具皿」として万朝報に掲載され話題となる。この間1907年（明治40年）には川合玉堂に師事しており、風俗画に特色を示している。また、同年、浮世絵に惹かれて来日していたフランス人の浮世絵師ポール・ジャクレーに日本画を教えている。
1912年（大正元年）の第6回文部省美術展覧会（文展）では「都の人」が褒状、1914年（大正3年）の第8回展では「両国」で3等賞、1915年（大正4年）の第9回展では「木挽町の今昔」で2等賞を受賞、同年に菊川京三が入門した。1916年（大正5年）の第10回展では「夕立」（山種美術館蔵）で妻の蕉園とともに特賞を得た。翌1917年（大正6年）には徳田秋声の『誘惑』、小杉天外の『七色珊瑚』の挿絵を蕉園と共作、また同年に横尾芳月が入門する。1919年（大正8年）の第1回帝国美術院展（帝展）では江戸時代の絵師・英一蝶の流刑を画題とした「絵師多賀朝湖流さる」（島根県立石見美術館蔵）が推薦出品とされ、浮世絵の精神、造形美を受け継ぐ画家としての評価を確立した。同年石井林響（1884-1930）、山内多門（1878-1932）と如水会を結成。また、巽画会や下萌会にも作品を出品した他、美人画、風俗画を得意とし、雑誌や新聞の挿絵、単行本などの木版口絵も多く描いている。1921年（大正10年）5月6日、肺患のため没。墓所は台東区谷中の谷中霊園。
没後の1924年（大正13年）、浮世絵と同じ技法による新版画「新浮世絵美人合　一月 かるた」が版行された。

## 代表作

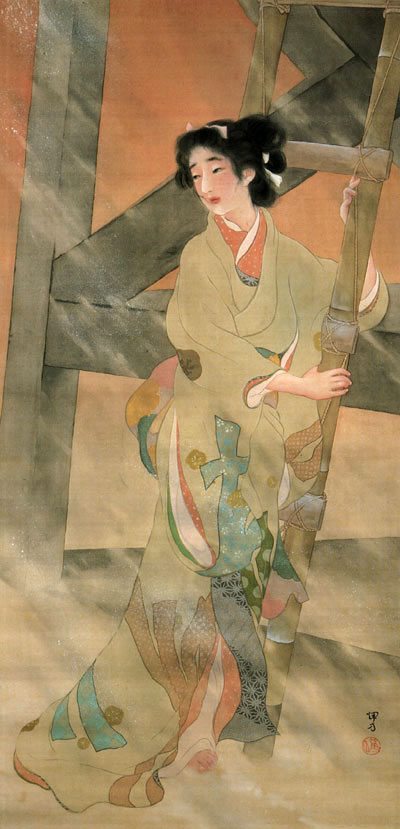
「お七」 1905年、福富太郎コレクション資料室所蔵

### 肉筆画
| 作品名             | 技法     | 形状・員数 | 寸法（縦x横cm）   | 所有者                     | 年代                     | 出品展覧会      | 落款・印章            | 備考           |
| ------------------ | -------- | ---------- | ----------------- | -------------------------- | ------------------------ | --------------- | --------------------- | -------------- |
| お七               | 絹本着色 | 絹本着色   | 1幅               | 福富太郎コレクション資料室 | 1905年                   |                 | 款記「輝方」          |                |
| 花見               | 絹本着色 | 六曲一双   |                   | 福富太郎コレクション資料室 |                          |                 |                       |                |
| おさらい           | 絹本着色 |            |                   | 福富太郎コレクション資料室 |                          |                 |                       |                |
| 宴のひま           | 絹本着色 |            |                   | 福富太郎コレクション資料室 |                          |                 |                       |                |
| 桜舟・紅葉狩図屏風 | 絹本著色 | 六曲一双   | 146.0x350.0（各） | 松岡美術館                 | 1912年（明治45年）頃     |                 |                       | 妻蕉園との合作 |
| お夏狂乱           | 絹本着色 | 二曲一隻   | 135.0x134.0       | 福富太郎コレクション資料室 | 1914-15年（大正4-5年）頃 |                 | 款記「輝方」          |                |
| 木挽町の今昔       |          |            |                   |                            | 1915年（大正4年）        | 第9回文展二等賞 |                       |                |
| 夕立               | 絹本著色 | 六曲一双   | 161.6x355.0（各） | 山種美術館                 | 1916年（大正5年）        |                 |                       |                |
| 涼宵               |          |            |                   |                            | 1917年（大正6年）        | 第11回文展      |                       |                |
| 浅草寺             |          |            |                   |                            | 1918年（大正7年）        | 第12回文展      |                       |                |
| 絵師多賀朝湖流さる | 絹本著色 | 六曲一双   | 193.9x396.0（各） | 島根県立石見美術館         | 1919年（大正8年）        | 第1回帝展       |                       |                |
| ぎやまんの酒       | 絹本着色 | 1面        | 153.7x155.0       | 福富太郎コレクション資料室 | 大正時代                 |                 | 款記「輝方」          |                |
| 若衆紅葉狩図       | 絹本着色 |            |                   | 城西大学水田美術館         |                          |                 |                       |                |
| 稲荷の茶屋図       | 絹本着色 | 1幅        | 143.5x56.5        | 木原文庫                   | 制作年不詳               |                 | 款記「輝方」/朱文方印 |                |

### 錦絵
- 「千種花」　横大判12枚続 「三少女」、「梅に鶯」（ともにプラハ国立美術館所蔵）、「詠歌」 1897年 初代秋山武右衛門版
- 「江戸の錦」　横大判15枚続 「貝を集める女」（ホノルル美術館）所蔵）、「夕涼み」、「芸者と男衆」（プラハ国立美術館所蔵）など 1903年 2代目秋山武右衛門版
- 「大日本帝国海軍大勝利万歳」 大判3枚続 1904年 プラハ国立美術館所蔵
- 「初日の出」 横大判 制作年不詳 静岡県立中央図書館所蔵
- 「紅葉狩」 横大判 制作年不詳 静岡県立中央図書館所蔵

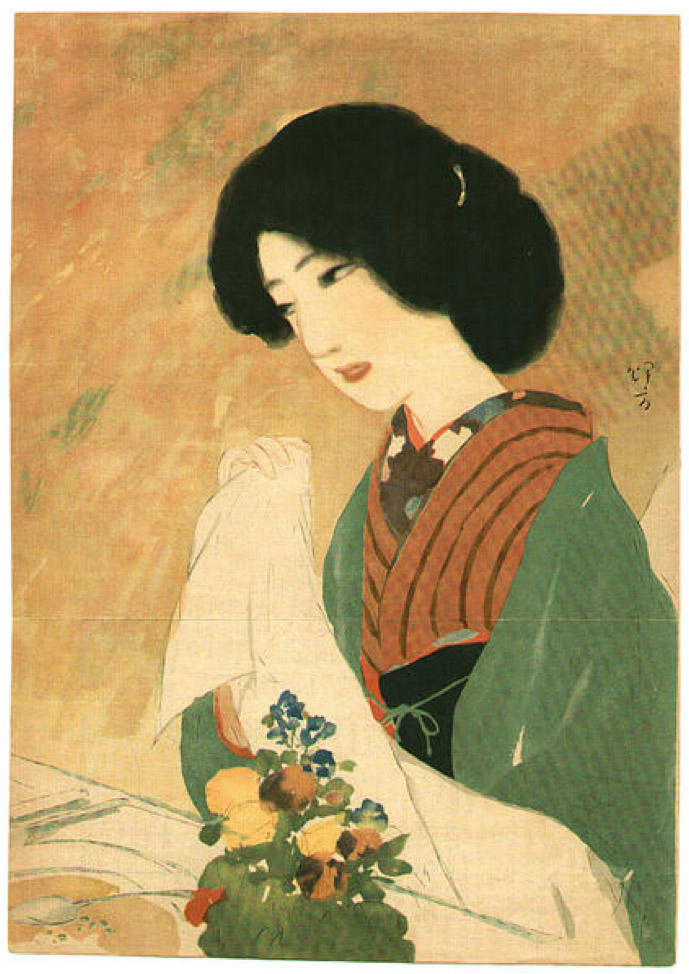
「美人図」、リトグラフ
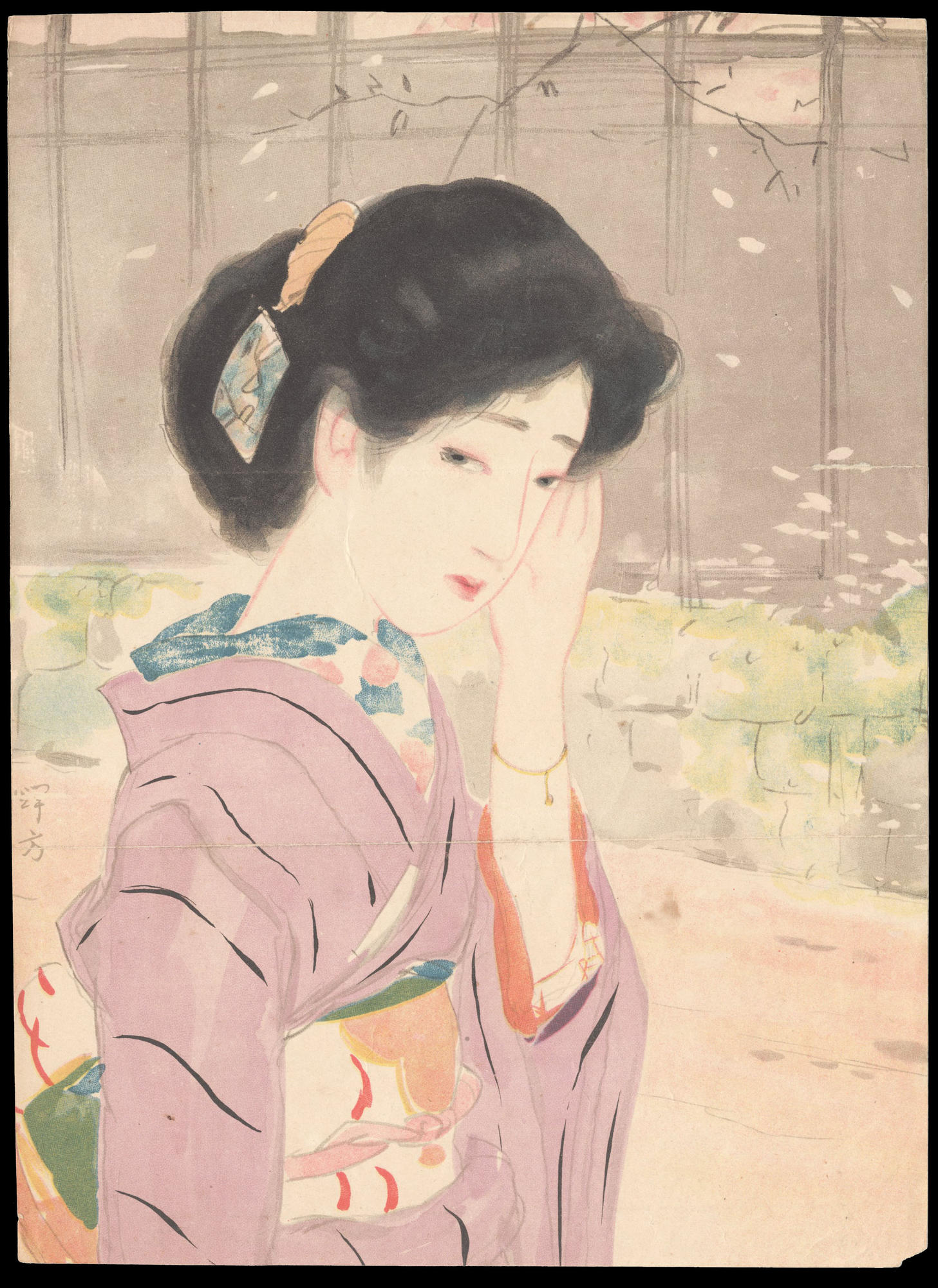
口絵
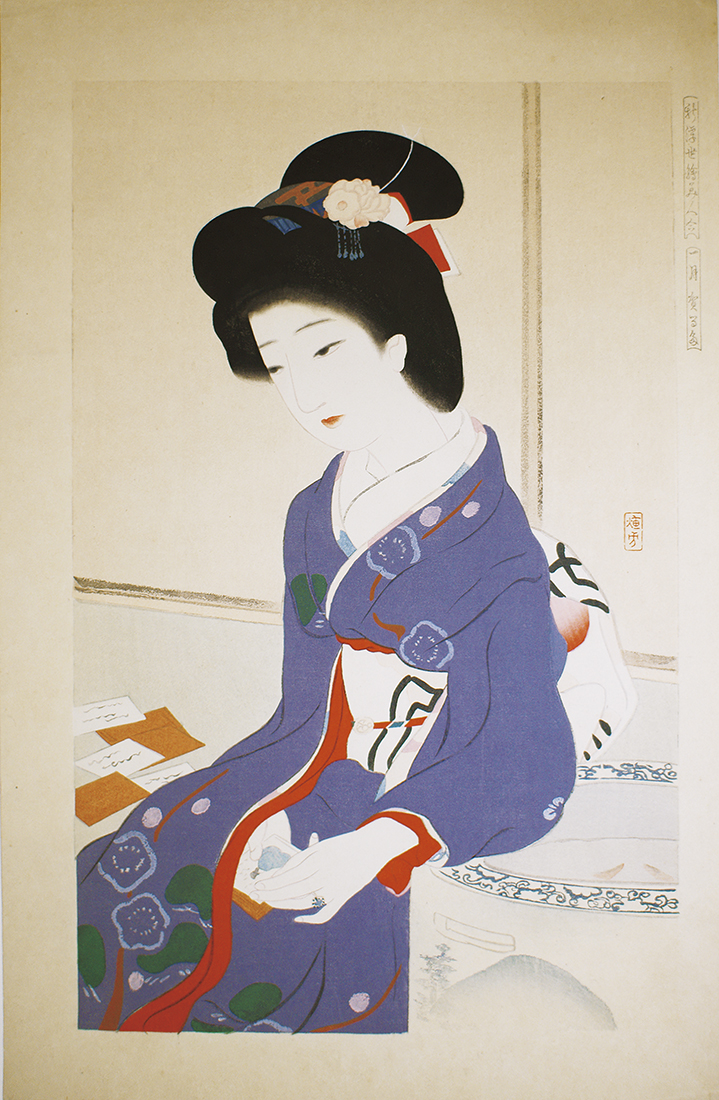
「新浮世絵美人合」より『一月賀留多』
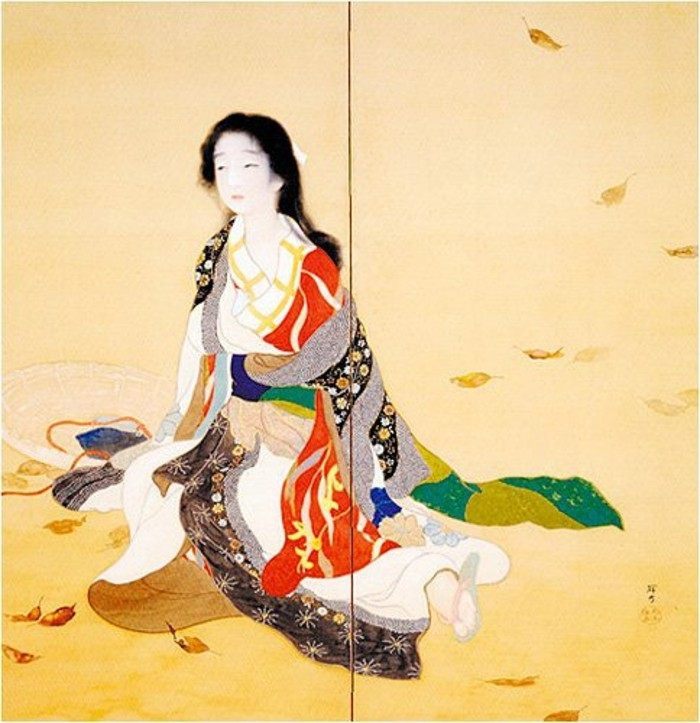
「お夏狂乱」二曲屏風 1914年 福富太郎コレクション資料室所蔵

| 「夕立」（左隻） |  | （同右隻） |
| 「夕立」（左隻） |  | （同右隻） |

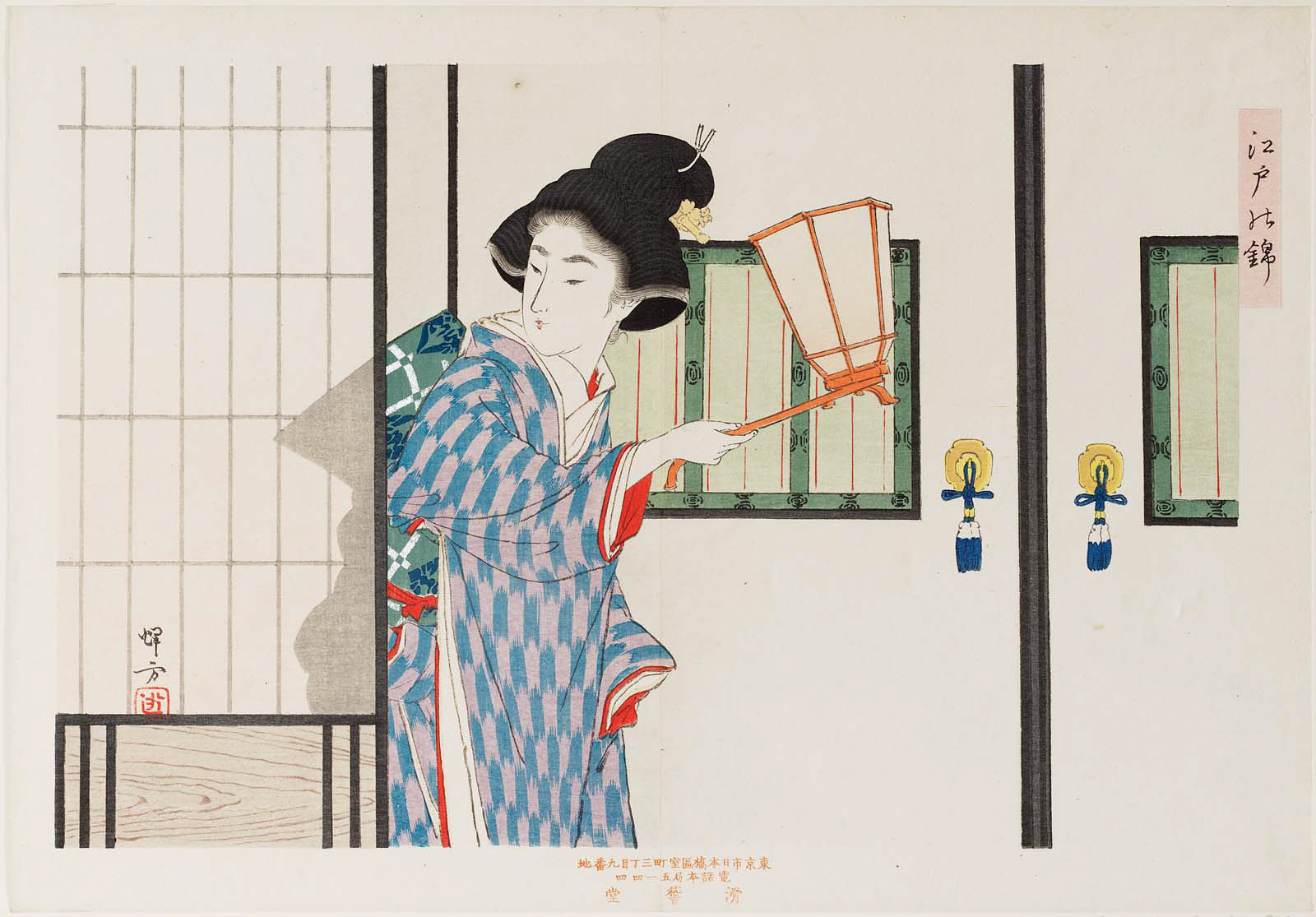
「江戸の錦」より『行灯』
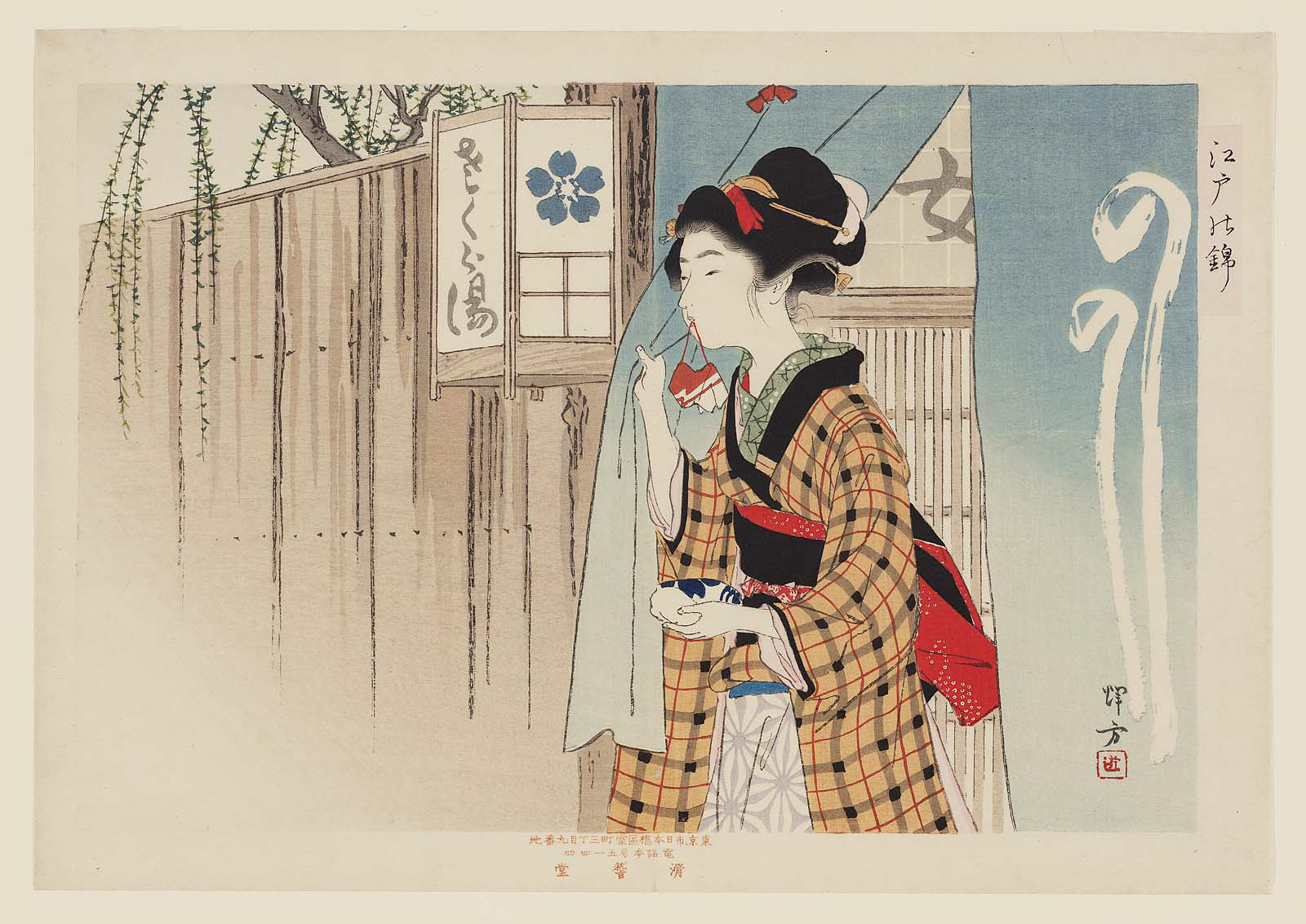
「江戸の錦」より『さくら湯』

### 口絵
- 「日出島朝日の巻」下 村井弦斎作 春陽堂版 明治35年（1902年）
- 「相模灘」 江見水蔭作 嵩山堂版 明治36年（1903年）
- 「黒雲」 江見水蔭作 嵩山堂版 明治36年
- 「三日月形」 武田仰天子作 嵩山堂版 明治36年
- 「大喝采」 武田仰天子作 嵩山堂版 明治37年（1904年）
- 「最後の岡崎俊平」前 村上浪六作 嵩山堂版 明治37年
- 「無名城」 松居松葉作 嵩山堂版 明治37年
- 「漁師の娘」 江見水蔭作 嵩山堂版 明治38年（1905年）
- 「鬼士官」 小栗風葉作 嵩山堂版 明治38年
- 「造船博士」 小栗風葉作 嵩山堂版 明治38年
- 「新しい奥様」 巖谷小波作 成象堂版 大正10年（1921年）
- 「大菩薩峠」 中里介山作 春秋社版 大正12年（1923年）
- 「師走十五夜」（『演芸倶楽部』第1巻9号） 博文館版 大正元年（1912年）
- 「菖蒲湯」（『新小説』第20年5巻） 春陽堂版 大正4年（1915年）
- 「相合傘」 泉鏡花作 鳳鳴社版 大正3年（1914年） 蕉園と共作

### 註釈
1. ↑  右隻の「桜舟」を蕉園が描き、左隻の「紅葉狩」を輝方が描いている[4]。